# Овсянка (Могилёвская область)
Овся́нка (бел. Аўсянка) — агрогородок в составе Горецкого района Могилёвской области Республики Беларусь. Административный центр Овсянковского сельсовета.

## История
Упоминается в 1643 году как деревня в Басейском войтовстве Шкловской волости в Оршанском повете Великого Княжества Литовского.
В 1695 году — деревня входит в состав Кищицкого воеводства Шкловского графства.
С 1772 года — в составе Российской империи, с 1861 года — Горецкий уезд Могилевской губернии. С 1878 года — поместье Овсянка во владении З. Денисова. В 1880 году — 160 жителей, часть сельчан занималась бондарским ремеслом, изготовлением разных бытовых изделий из лыка и коры.
В 1909 году — 374 жителя, здесь находились: мельница, магазин, школа, лесопильный завод.
С 26 апреля 1919 года — в Горецком уезде Гомельской, с 27 июля 1922 года — Смоленской губернии РСФСР, с 20 августа 1924 года — в Любижском сельском Совете Горецкого района Оршанского округа БССР (до 26 июля 1930 года).
В 1934 году организован колхоз «17 партсъезд».
В 1938 году — в составе Горецкого района Могилевской области.
С июля 1941 по 26 июня 1944 года деревня находилась под оккупацией гитлеровской Германии. В сентябре 1943 года гитлеровцы сожгли деревню (82 двора). На окраине деревни в 1973 году для увековечения памяти погибших в войне 264 земляков с деревень сельсовета (43 из них — жители д. Овсянка), поставлена стела. После войны деревня и колхоз были обновлены.
В 1958 году прошло объединение мелких колхозов в один — «17 партсъезд», которым до 1994 года руководил Герой Социалистического труда Мельник И. И.
В 2003 году колхоз реорганизован в СПК «Овсянка».
В 2005 году деревня Овсянка получила статус агрогородка.

## Население
- 1999 год — 827 человек
- 2010 год — 900 человек
- 2015 год — 750 человек

## Культура
Расположен филиал Горецкого районного историко-этнографического музея